# Станіс Ідумбо-Музамбо
Станіс Ідумбо-Музамбо (нід. Stanis Idumbo Muzambo; нар. 29 червня 2005) — бельгійський футболіст, півзахисник іспанського клубу «Севілья».

## Клубна кар'єра

### «Аякс»
Вихованець бельгійських клбів «Брюгге» і «Гент», а квітні 2021 року приєднався до академії «Аякса», підписавши трирічний контракт. 6 січня 2023 року дебютував за «Йонг Аякс» в матчі Еерстедивізі проти «Ейндговена».
6 листопада 2023 року в поєдинку Еерстедивізі проти клубу «Віллем II» забив свій перший гол у кар'єрі.

### «Севілья»
13 січня 2024 року перейшов у фарм-клуб іспанської «Севільї», підписавши чотирирічний контракт. 21 січня дебютував за «Севілья Атлетіко» в матчі Сегунди Федерасьйон проти «Картахени Б». 28 січня 2024 року в поєдинку з «Антоніано» забив свій перший гол за клуб.
1 вересня 2024 року дебютував в основному складі «Севільї» в матчі Ла-Ліги проти «Жирони», замінивши Хосе Анхеля Кармону. 20 жовтня в поєдинку Ла-Ліги проти «Барселони» забив свій перший гол за «Севілью».

## Кар'єра в збірній
Народився у Франції, має конголезьке походження. Виступав за збірні Бельгії до 15, до 17, до 18, до 19 і до 21 року. Навесні 2022 року в складі збірної до 17 років виступав на юнацькому чемпіонаті Європи в Ізраїлі. На турнірі провів 3 матчі, відзначившись по голу проти збірних Сербії та Туреччини, а його команда не вийшла зі своєї групи.
В березні 2025 року дебютував за збірну до 21 року в товариському матчі проти збірної Швеції, відзначившись забитим голом.

## Статистика виступів
Станом на 11 квітня 2025
| Клуб              | Сезон             | Чемпіонат           | Чемпіонат | Чемпіонат | Кубок | Кубок | Єврокубки | Єврокубки | Інші  | Інші | Всього | Всього |
| Клуб              | Сезон             | Дивізіон            | Матчі     | Голи      | Матчі | Голи  | Матчі     | Голи      | Матчі | Голи | Матчі  | Голи   |
| ----------------- | ----------------- | ------------------- | --------- | --------- | ----- | ----- | --------- | --------- | ----- | ---- | ------ | ------ |
| Йонг Аякс         | 2022–23           | Еерстедивізі        | 12        | 0         | —     | —     | —         | —         | —     | —    | 12     | 0      |
| Йонг Аякс         | 2023–24           | Еерстедивізі        | 11        | 3         | —     | —     | —         | —         | —     | —    | 11     | 3      |
| Йонг Аякс         | Всього            | Всього              | 23        | 3         | 0     | 0     | 0         | 0         | 0     | 0    | 23     | 3      |
| Севілья Атлетіко  | 2023–24           | Сегунда Федерасьйон | 11        | 2         | —     | —     | —         | —         | —     | —    | 11     | 2      |
| Севілья Атлетіко  | 2024–25           | Прімера Федерасьйон | 1         | 1         | —     | —     | —         | —         | —     | —    | 1      | 1      |
| Севілья Атлетіко  | Всього            | Всього              | 12        | 3         | 0     | 0     | 0         | 0         | 0     | 0    | 12     | 3      |
| Севілья           | 2024–25           | Ла-Ліга             | 14        | 1         | 3     | 0     | —         | —         | —     | —    | 17     | 1      |
| Всього за кар'єру | Всього за кар'єру | Всього за кар'єру   | 49        | 7         | 3     | 0     | 0         | 0         | 0     | 0    | 52     | 7      |